# Petra Robnik
Petra Robnik (née le 16 octobre 1984 à Jesenice) est une skieuse alpine slovène.

## Palmarès

### Jeux olympiques d'hiver
- Jeux olympiques d'hiver de 2006 : 29e au Super G féminin, 21e au combiné et 25e en descente[1].

### Coupe du monde
- Meilleur classement général : 92e en 2007.
- Meilleur résultat : 8e.